# Eva-Maria Liimets

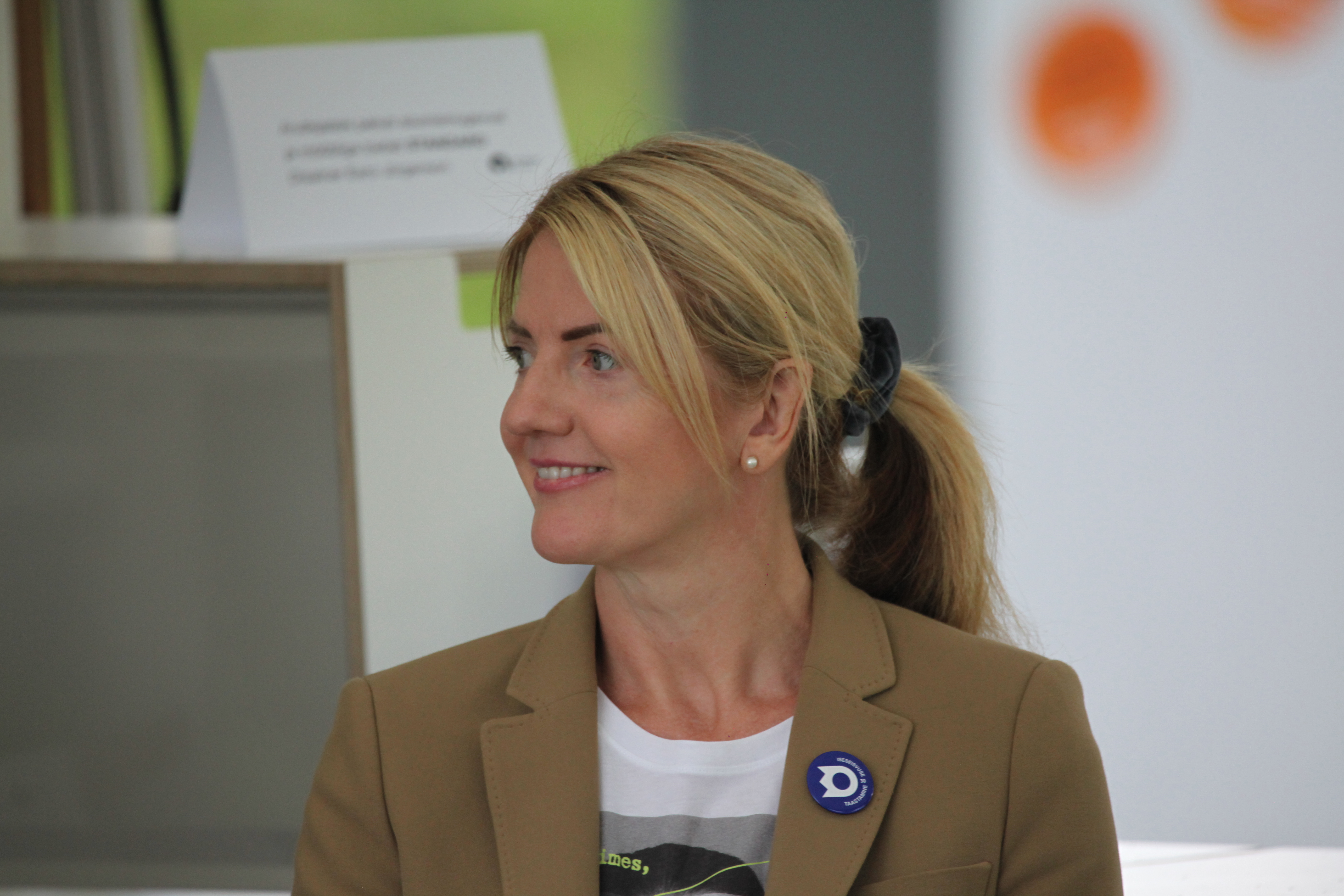
Eva-Maria Liimets (2021)

Eva-Maria Liimets, née le 31 mai 1974 à Tallinn, est une femme politique estonienne, ministre des Affaires étrangères du 26 janvier 2021 au 3 juin 2022 dans le gouvernement Kaja Kallas.

## Carrière
Eva-Maria Liimets obtient une licence en administration publique à l'Université de Tartu puis un master en gestion des relations internationales à l'École de commerce estonienne.
De 2014 à 2017, elle est consul générale d'Estonie à New York puis devient, en 2017, ambassadrice d'Estonie en République tchèque avec des accréditations en Slovénie et en Croatie, poste qu'elle quitte en 2021.
Indépendante, elle est nommée sous l'égide du Parti du centre d'Estonie au poste de ministre des Affaires étrangères dans le gouvernement Kaja Kallas le 26 janvier 2021. Deux jours après son entrée en fonction, Liimets annonce le début du « mois arctique » dans le but de proposer la candidature de l'Estonie en tant que pays observateur au Conseil de l'Arctique la même année. Le 3 juin 2022, elle quitte son poste quand le Parti du centre se retire du gouvernement.